# Habenaria subauriculata
Habenaria subauriculata là một loài thực vật có hoa trong họ Lan. Loài này được B.L.Rob. & Greenm. mô tả khoa học đầu tiên năm 1896.